# 로버트 기브스
로버트 기브스 (Robert L. Gibbs, 1971년 3월 29일 ~ )는 미국의 정치 고문이자 전 백악관 대변인이다. 오번 (앨라배마주) 출신인 기브스는 미국 상원 버락 오바마와 오바마의 대통령 선거운동의 보도 책임자였다. 2004년부터 오바마와 함께 일했던 기브스는 존 케리의 대통령 선거운동 대변인이었으며 이전의 상원 선거운동을 전문으로 하면서, 민주당 상원 선거운동위원회와 1998년에 어네스트 홀링스와 2004년에 오바마를 포함하는, 4명의 상원의원 선거운동의 보도 책임자로 재임하였었다. 기브스는 또한 하원의원 밥 에더리지의 대변인이었다. 2008년 11월 22일에, 기브스는 버락 오바마 행정부의 대변인으로 선정되었다. 그는 2009년 1월 20일에 대변인 임무를 맡아서 1월 22일에 최초의 공식 브리핑을 하였다.